# Friera de Valverde
Friera de Valverde település Spanyolországban,  Zamora tartományban. Friera de Valverde Villaveza de Valverde, Navianos de Valverde, Burganes de Valverde, Faramontanos de Tábara, Tábara és Pueblica de Valverde községekkel határos. Lakosainak száma 127 fő (2024).

## Népesség
A település népessége az utóbbi években az alábbiak szerint változott:
| Lakosok száma | 265  | 248  | 239  | 227  | 215  | 190  | 168  | 152  | 133  | 127  |
|               | 2001 | 2004 | 2007 | 2009 | 2012 | 2014 | 2017 | 2019 | 2022 | 2024 |